# Sisnarsjöarna
Sisnarsjöarna är varandra näraliggande sjöar i Lycksele kommun i Lappland och ingår i Umeälvens huvudavrinningsområde
- Sisnarsjöarna (Lycksele socken, Lappland, 720195-161325), sjö i Lycksele kommun, 64°54′10″N 18°11′55″Ö / 64.9027°N 18.1987°Ö (11,8 ha)
- Sisnarsjöarna (Lycksele socken, Lappland, 720233-161292), sjö i Lycksele kommun, 64°54′37″N 18°10′40″Ö / 64.9103°N 18.1779°Ö (28,2 ha)
- Sisnarsjöarna (Lycksele socken, Lappland, 720289-161145), sjö i Lycksele kommun, 64°54′51″N 18°09′05″Ö / 64.9143°N 18.1514°Ö (11,7 ha)